# WWEバトルグラウンド
バトルグラウンド（Battleground）はアメリカのプロレス団体WWEが主催する、プロレス興行の名称。また、同興行を扱うPPVの名称である。2013年に新設された。バトルグラウンドは「戦場」を意味する。

## 試合結果

### 第1回大会（2013年）WWE Battleground 2013
- 開催日 : 10月6日
- 開催場所 : ニューヨーク州バッファローのファースト・ナイアガラ・センター
- 観客動員数 : 12,000人
- 公式大会曲 : フォール・アウト・ボーイ feat. ビッグ・ショーン - The Mighty Fall

- キックオフショー枠

○ドルフ・ジグラー vs ダミアン・サンドウ●
- バトルグラウンド・ハードコア・ルール形式世界ヘビー級王座戦 -Battleground Hardcore Rules Match for the World Heavyweight Championship-

○アルベルト・デル・リオ(c) vs ロブ・ヴァン・ダム(w / リカルド・ロドリゲス)●
- ○ザ・リアル・アメリカンズ（ジャック・スワガー&アントニオ・セザーロ）(w/ゼブ・コルター) vs サンティーノ・マレラ&グレート・カリ(w/ホーンスワグル)

- インターコンチネンタル王座戦 -WWE Intercontinental Championship-

○カーティス・アクセル(c)(w / ポール・ヘイマン) vs Rトゥルース●
- ディーヴァズ王座戦 -WWE Divas Championship-

○AJ・リー(c)（w/タミーナ・スヌーカ） vs ブリー・ベラ(w/ニッキー・ベラ)●
- ローデス・ファミリー・キャリアズ・オブ・ジェオパーディー戦 -Rhodes Family Careers of Jeopardy Match-

○ローデス・ファミリー（コーディ・ローデス&ゴールダスト）(w/ダスティ・ローデス) vs ザ・シールド（セス・ロリンズ&ロマン・レインズ）(w/ディーン・アンブローズ)●
- ○ブレイ・ワイアット(w/ルーク・ハーパー&エリック・ローワン) vs コフィ・キングストン●

- ○CMパンク vs ライバック(w / ポール・ヘイマン)●

- WWE王座戦 -WWE Championship-

△ランディ・オートン vs ダニエル・ブライアン△
＊空位の王座を争った。ビッグ・ショーが試合に乱入し、2人をKOしてノー・コンテストで終了。

### 第2回大会（2014年）WWE Battleground 2014
- 開催日 : 7月20日
- 開催場所 : フロリダ州タンパのタンパベイ・タイムズ・フォーラム
- 観客動員数 :
- 公式大会曲 : X Ambassadors & Jamie N Commons feat. ジェイ・Z - "Jungle"

- キックオフショー枠 -Battleground Kickoff-

○アダム・ローズ(w / レイラ&サマー・レイ) vs ファンダンゴ●
- キックオフショー枠 -Battleground Kickoff-

○キャメロン vs ナオミ●
- 3本勝負形式WWEタッグ王座戦 -2-out-of-3 falls tag team match for the WWE Tag Team Championship-

○ウーソズ（ジミー・ウーソ＆ジェイ・ウーソ）(c) vs ワイアット・ファミリー(ルーク・ハーパー&エリック・ローワン)●
2勝-1敗でウーソズが勝利
- ディーヴァズ王座戦 -WWE Divas Championship-

○AJ・リー(c) vs ペイジ●
- ○ルセフ(w / ラナ) vs  ジャック・スワガー（w / ゼブ・コルター）●

- ○セス・ロリンズ vs ディーン・アンブローズ●

※セスの不戦勝
※アンブローズが試合前にセスを襲撃、COOトリプルHがアンブローズを会場から排除
- ○クリス・ジェリコ vs ブレイ・ワイアット●

- 19人バトルロイヤル形式インターコンチネンタル王者決定戦 -19-man battle royal for the vacant WWE Intercontinental Championship-

新王者 ザ・ミズ
以下出場者一覧 エグザビアー・ウッズ,ザック・ライダー,グレート・カリ,シン・カラ,Rトゥルース,カーティス・アクセル,ダミアン・サンドウ,ディエゴ,ライバック,タイタス・オニール,アルベルト・デル・リオ,ビッグ・E,コフィ・キングストン,セザーロ,ヒース・スレイター,ボー・ダラス,シェイマス,ドルフ・ジグラー
※当初はロブ・ヴァン・ダム、ファンダンゴの出場が予定されていたが、ファンダンゴはキックオフ・ショー枠に回されて欠場、ロブ・ヴァン・ダムは怪我で欠場となった。
- フェイタル4ウェイ形式WWE世界ヘビー級王座戦 -Fatal 4-way match for the WWE World Heavyweight Championship-

○ジョン・シナ(c) vs ケイン● vs ランディ・オートン vs ロマン・レインズ

### 第3回大会（2015年）WWE Battleground 2015
- 開催日 : 7月19日
- 開催場所 : ミズーリ州セントルイスのスコットトレード・センター
- 観客動員数 : 11,000人
- 公式大会曲 : The Glorious Sons - "Heavy"

- キックオフショー -Pre-show-

○キング・バレット vs Rトゥルース●
Rトゥルースのカウントアウト負け
- ○ランディ・オートン vs シェイマス●

- WWEタッグ王座戦 -WWE Tag Team Championship-

○プライムタイム・プレイヤーズ(ダレン・ヤング & タイタス・オニール)(c) vs ニュー・デイ(ビッグ・E & コフィ・キングストン(w/エグザビアー・ウッズ))●
- ○ブレイ・ワイアット vs ロマン・レインズ●

- トリプルスレットマッチ

○シャーロット(w/ペイジ & ベッキー・リンチ） vs ブリー・ベラ(w/ニッキー・ベラ & アリシア・フォックス） vs サシャ・バンクス(w/ナオミ & タミーナ）●
- ユナイテッドステイツ王座戦 -WWE United States Championship-

ジョン・シナ(c) vs ケビン・オーエンズ●
- WWE世界ヘビー級王座戦 -WWE World Heavyweight Championship-

●セス・ロリンズ(c) vs ブロック・レスナー(w/ポール・ヘイマン)○
試合終盤にアンダーテイカーが出現しレスナーを襲撃、結果ロリンズの反則負けで王座移動は無し

### 第4回大会（2016年）WWE Battleground 2016
- 開催日 : 7月24日
- 開催場所 : ワシントンD.C.のベライゾン・センター
- 観客動員数 : 15,109人
- 公式大会曲 : スキレット - "Feel Invincible"

- キックオフ・ショー -Kickoff Show-

○ブリザンゴ(タイラー・ブリーズ&ファンダンゴ) vs ウーソズ(ジミー・ウーソ&ジェイ・ウーソ)●
- ○サーシャ・バンクス&ベイリー vs シャーロット&デイナ・ブルック●

- 6人タッグチーム・マッチ -6 person Tag Team match-

○ワイアット・ファミリー(ブレイ・ワイアット&エリック・ローワン&ブラウン・ストローマン) vs ニュー・デイ (ビッグ・E&エグザビアー・ウッズ&コフィ・キングストン)●
- ユナイテッドステイツ王座戦 -WWE Unitedstats Championship-

○ルセフ(w/ラナ)(c) vs ザック・ライダー●
- ○サミ・ゼイン vs ケビン・オーエンズ●

- ○ナタリヤ vs ベッキー・リンチ●

- インターコンチネンタル王座戦 -WWE Intercontinental Championship-

△ザ・ミズ(w / マリース)(c) vs ダレン・ヤング(w / ボブ・バックランド)△
ノー・コンテストで終了。
- 6人タッグチーム・マッチ -6 person Tag Team match-

○ジョン・シナ&ビッグ・キャス&エンツォ・アモーレ vs ザ・クラブ(AJスタイルズ&ルーク・ギャローズ&カール・アンダーソン)●
- トリプルスレット形式WWE王座戦 -Triple threat match for the WWE Championship-

○ディーン・アンブローズ(c) vs ロマン・レインズ vs セス・ロリンズ

### 第5回大会（2017年）WWE SmackDown LIVE's Battleground 2017
- 開催日 : 7月23日
- 開催場所 : ペンシルバニア州フィラデルフィアのウェルズ・ファーゴ・センター
- 公式大会曲 : イマジン・ドラゴンズ - "Whatever It Takes"

- キックオフ・ショー -Kickoff Show-

○エイデン・イングリッシュ vs タイ・デリンジャー●
- WWEスマックダウン タッグ王座戦 -WWE SmackDown Tag Team Championship-

●ウーソズ(ジミー・ウーソ&ジェイ・ウーソ)(c) vs ニュー・デイ (コフィ・キングストン&エグザビアー・ウッズ)(w/ビッグ・E)○
- ○中邑真輔 vs バロン・コービン●

※ローブローによる反則裁定
- フェイタル5ウェイ形式WWEスマックダウン女子王座挑戦者決定戦 -Fatle 5 Way elimination match to determine the #1 contender for the WWE SmackDown Women's Championship-

○ナタリヤ vs ベッキー・リンチ vs シャーロット・フレアー vs ラナ vs タミーナ
- WWEユナイテッドステイツ王座戦 -WWE United States championship-

●AJスタイルズ(c) vs ケビン・オーエンズ○
- フラッグ・マッチ -Flag Match-

○ジョン・シナ vs ルセフ●
- ○サミ・ゼイン vs マイク・ケネリス (w / マリア・ケネリス)●

- WWE王座パンジャビ・プリズン・マッチ -Punjabi Prison match for the WWE Championship-

○ジンダー・マハル(c) vs ランディ・オートン●

### 第6回大会（2023年）NXT Battleground
同日のAEWダブル・オア・ナッシングとの裏開催。
| No.                                        | 結果 | 試合形式                                                  | 時間  |
| ------------------------------------------ | --- | --------------------------------------------------------- | ----- |
| 1                                          | Wes Lee (c) defeated Tyler Bate and Joe Gacy (with Ava) by pinfall                                                                             | トリプルスレッド形式NXTノースアメリカ選手権試合           | 11:59 |
| 2                                          | Noam Dar (c) (with Oro Mensah) defeated Dragon Lee (with Nathan Frazer) 2–1                                                                    | ブリティッシュラウンズルール形式NXTヘリテージカップ争奪戦 | 14:22 |
| 3                                          | Ilja Dragunov defeated Dijak | ラストマン・スタンディング戦                              | 15:54 |
| 4                                          | Gallus (Mark Coffey and Wolfgang) (with Joe Coffey) (c) defeated The Creed Brothers (Brutus Creed and Julius Creed) (with Ivy Nile) by pinfall | NXTタッグチーム王座戦                                     | 9:33  |
| 5                                          | Tiffany Stratton defeated Lyra Valkyria by pinfall                                                                                             | NXT女子王座決定戦                                         | 16:01 |
| 6                                          | Carmelo Hayes (c) (with Trick Williams) defeated Bron Breakker by pinfall                                                                      | NXT選手権試合                                             | 14:14 |
| - (c) – 試合開始時点でのチャンピオンを指す | |                                                           |       |

### 第7回大会（2024年）NXT Battleground
| No.                                        | 結果                                                                                       | 試合形式                                           | 時間  |
| ------------------------------------------ | ------------------------------------------------------------------------------------------ | -------------------------------------------------- | ----- |
| 1                                          | ケラニ・ジョーダン defeated Sol Ruca, Lash Legend, Fallon Henley, Jaida Parker, and Michin | ラダー・マッチ形式初代女子北米王座決定戦時間無制限 | 12:24 |
| 2                                          | Nathan Frazer and Axiom (c) defeated The O.C. (Luke Gallows and Karl Anderson) by pinfall  | NXTタッグ選手権                                    | 11:38 |
| 3                                          | Lola Vice defeated Shayna Baszler by referee stoppage                                      | NXTアンダーグラウンドマッチ                        | 10:17 |
| 4                                          | Oba Femi (c) defeated Wes Lee and Joe Coffey by pinfall                                    | トリプルスレット形式NXT北米選手権                  | 12:03 |
| 5                                          | Roxanne Perez (c) defeated Jordynne Grace by pinfall                                       | NXT女子選手権                                      | 13:57 |
| 6                                          | トリック・ウィリアムズ (c) defeated Ethan Page by pinfall                                  | NXT選手権                                          | 12:11 |
| - (c) – 試合開始時点でのチャンピオンを指す |                                                                                            |                                                    |       |